# واندا هیبرنووا
واندا هیبرنووا (چکی: Vanda Hybnerová؛ زادهٔ ۳۰ سپتامبر ۱۹۶۸) بازیگر اهل جمهوری چک است. وی از سال ۱۹۸۹ میلادی تاکنون مشغول فعالیت بوده‌است.
از فیلم‌های او می‌توان به بندر و چیزی شبیه خوشبختی اشاره کرد.
همچنین برندهٔ جوایزی همچون جایزه تالیا شده‌است.